# Norodom Sirivudh
Norodom Sirivudh (ur. 8 czerwca 1951) – kambodżański książę, polityk.
Jest synem króla Norodoma Suramarita. Ukończył Université Paris-IX Dauphine (magister ekonomii, 1976). W 1981 wstąpił do FUNCINPECu. W 1989 został mianowany sekretarzem generalnym tego ugrupowania. W latach 1993–1994 pełnił funkcję ministra spraw zagranicznych oraz wicepremiera. Ze stanowiska zrezygnował po odwołaniu ministra finansów Sama Rainsy'ego. Został aresztowany w grudniu 1995 pod zarzutem spiskowania przeciwko premierowi Hun Senowi. Niedługo potem odebrano mu immunitet parlamentarny i zmuszono do opuszczenia kraju. Powrócił do Kambodży w 1998. W 2001 ponownie objął stanowisko sekretarza generalnego FUNCINPEC. W 2004 został mianowany wicepremierem.